# Butte aux canons
La butte aux canons est un monticule de 15 mètres de hauteur qui est l'un des deux points culminants du bois de Vincennes avec le kiosque de Gravelle à une altitude de 71 mètres.

## Situation

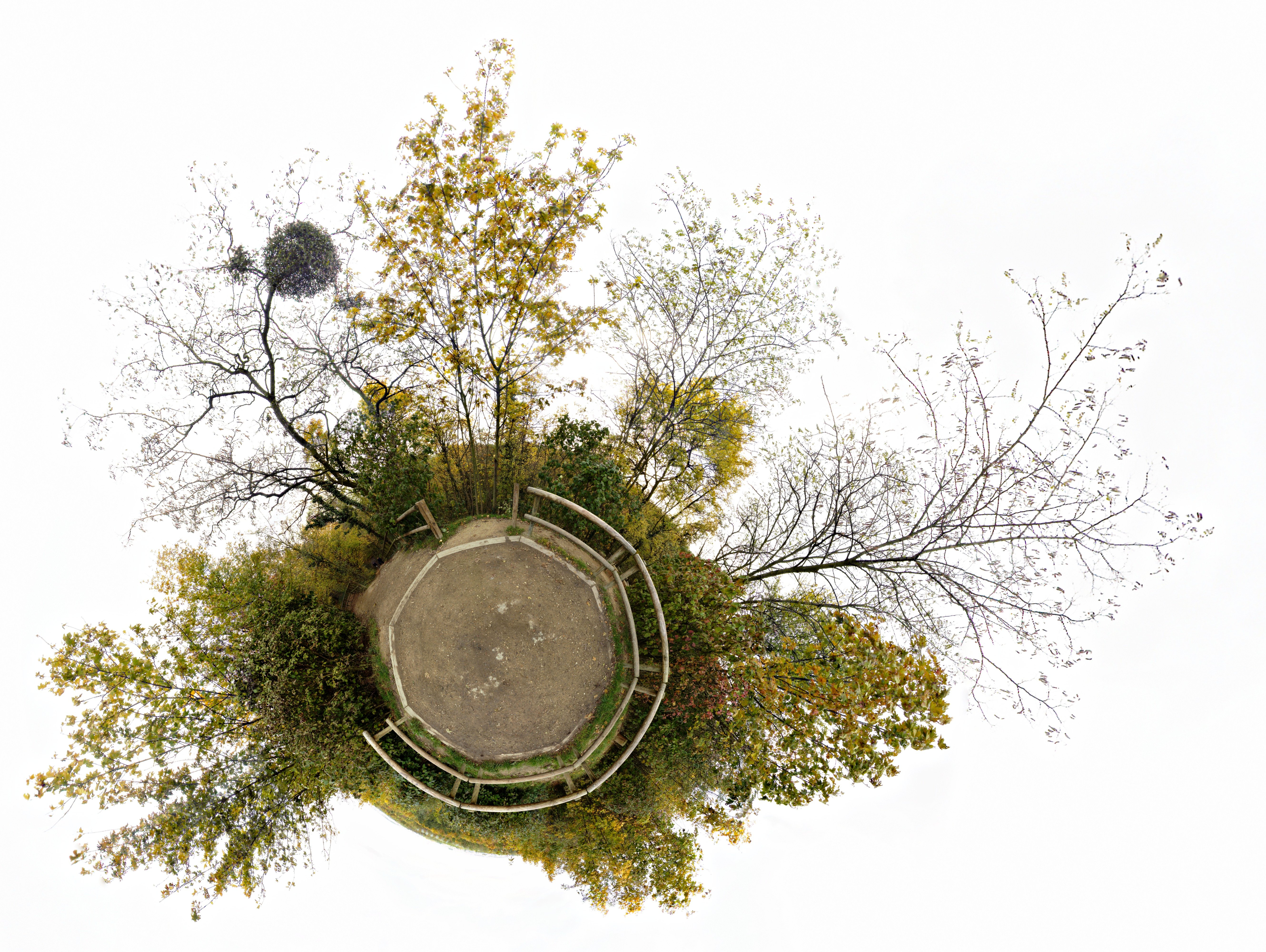
Belvédère

La butte aux canons est située entre la route Saint-Hubert, la route de la Demi-Lune et l'allée des Quatre-Carrefours à proximité du grand rond-point au centre de l'étoile d'allées forestières au sud de l'allée Royale. Un belvédère est établi au sommet d'où l'on découvre un panorama sur Vincennes et la banlieue est. On y accède par deux sentiers bordés de rampes.

## Histoire
Un polygone de tir est créé en 1791 sur l'allée royale avec une butte comme mire au centre du carrefour en étoile.
L'axe de tir est déplacé en 1838 à la suite de la construction de l'hôpital Esquirol à Saint-Maurice au sud (des projectiles avaient atteint cet établissement) et une nouvelle mire plus élevée, l'actuelle butte aux canons, est créée à l'est.
En 1855, le domaine militaire est étendu à l'est du polygone de tir. La partie centrale du bois est défrichée par l'armée et les allées forestières disparaissent ainsi que la première mire de tir, celle établie  en 1838 
(l'actuelle butte aux canons) restant utilisée dans le polygone de l'artillerie.
Après le départ de l'armée dans les années 1950 et la démolition des bâtiments implantés dans ce secteur, l'ancien réseau de routes forestières est reconstitué dans les années 1980 et l'environnement de l'Allée Royale est reboisé au cours de la décennie suivante. La butte aux canons se trouve à l'intérieur de ces terrains replantés.

Situation sur anciens plans
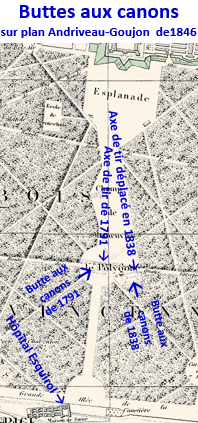
Buttes aux canons en 1846
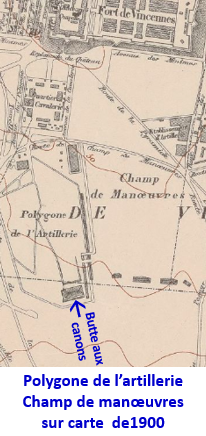
Butte aux canons en 1900